# God Gave Me You
«God Gave Me You» — песня американского кантри-певца Блейка Шелтона с его 6-го студийного альбома Red River Blue, вышедшая вторым синглом в июле 2011 года на лейбле Warner Bros. Nashville. Песня была написана Dave Barnes, исполнителем современной христианской музыки.

## История
23 июля 2011 года сингл «God Gave Me You» дебютировал на № 56 в американском чарте Billboard Hot Country Songs, где в итоге достиг первого места, став 5-м подряд и 10-м в сумме для Шелтона чарттоппером в этом хит-параде (3 недели на № 1), вторым подряд с диска Red River Blue вслед за синглом «Honey Bee» (4 недели на № 1). Следующий 3-й и 4-й синглы также займут там первое место.
Сингл получил положительные и умеренные отзывы, например, от таких изданий, как Country Weekly (где песню назвали «романтическим зенитом всего альбома»), Rolling Stone, Slant Magazine, Entertainment Weekly, Engine 145.
Музыкальное видео поставил режиссёр Trey Fanjoy, премьера состоялась в сентябре 2011 года.
К ноябрю 2014 года тираж составил 2,514,000 копий в США.

## Чарты

### Еженедельные хит-парады
| Чарт (2011-12)                      | Высшая позиция |
| ----------------------------------- | -------------- |
| Канада (Billboard Canadian Hot 100) | 38             |
| США (Billboard Hot 100)             | 22             |
| США (Billboard Hot Country Songs)   | 1              |
| США (Billboard Adult Contemporary)  | 29             |

### Итоговые годовые чарты
| Чарт (2011)                   | Позиция |
| ----------------------------- | ------- |
| США Country Songs (Billboard) | 18      |
| США Billboard Hot 100         | 94      |

| Чарт (2012)                   | Позиция |
| ----------------------------- | ------- |
| США Country Songs (Billboard) | 92      |

### Сертификации
| Регион | Сертификация  | Продажи   |
| --- | ------------- | --------- |
| США (RIAA) | 3× Платиновый | 2,514,000 |
| * Данные о продажах приведены только на основе сертификации. ^ Данные о тиражах приведены только на основе сертификации. |               |           |